# Midnight Tides
Midnight Tides ist der fünfte von zehn Romanen (in der deutschen Übersetzung sind es 19) im High-Fantasy-Zyklus Das Spiel der Götter des kanadischen Autors Steven Erikson. Er wurde erstmals 2004 veröffentlicht. Auf Deutsch wurde der Roman in zwei Bänden unter den Titeln Kinder des Schattens und Gezeiten der Nacht publiziert, die in der Übersetzung durch Tim Straetmann 2005 und 2006 bei Goldmann erschienen.
Midnight Tides spielt auf einem Kontinent namens Lether, der sich auf der anderen Seite der Welt des malazanischen Imperiums befindet und diesem unbekannt ist. Das Buch spielt in einer Zeit vor Die Gärten des Mondes, dem ersten Buch der Reihe.

## Handlung
Der Roman beginnt mit den Folgen einer massiven Schlacht zwischen einer Allianz von vierhunderttausend Tiste Edur, angeführt von Scabandari Blutauge und zweihunderttausend Tiste Andii, angeführt von Silchas Ruin, gegen sechzigtausend K'ell-Jäger der K'Chain Che'Malle und vier Himmelsfestungen. Nach dem verlustreichen Sieg der Tiste, bei dem nur achtzehntausend Tiste Edur und eintausend Tiste Andii überlebt haben, verletzt der intrigante Scabandari Silchas Ruin und setzt ihn in einem Azath-Haus fest, während die Tiste Edur ihre ehemaligen Verbündeten, die wenigen überlebenden Tiste Andii massakrieren, um das Land für ihr eigenes Volk zu übernehmen. Später wird ein Schwertschmied namens Withal an einen Strand gespült, wo er in den Dienst des verkrüppelten Gottes tritt, um ein Schwert zu schmieden.
Viele Jahre später treffen sich die Tiste Edur-Stämme, die kürzlich unter dem Hexenmeisterkönig vereint wurden, mit einer Delegation aus dem Königreich Lether, um einen Vertrag zu besprechen. Die Letherii sind eine expansionistische Gesellschaft, die für Verrat bekannt ist. Dieser Ruf erweist sich als wohlverdient, als Handelsschiffe der Letherii eine illegale Robbenernte auf Edur-Territorium beginnen. Trull Sengar wird Zeuge davon und berichtet dem Hexenmeisterkönig, der mit Hilfe seiner Lehrlinge die Schiffe zerstört. Die Edur haben im Laufe der Jahre viele Sklaven erworben, darunter auch Letherii. Eines Abends, während die Edur bei einer Ratssitzung sind, wirft eine Seher-Sklavin namens Federhexe besondere Fliesen (eine Form des Hellsehens), bei dem ein Sklave der Sengar-Familie namens Udinaas von einem Wyrm verletzt wird.
Zur selben Zeit beginnt ein neuer Handlungsstrang mit den Protagonisten Tehol Beddict und seinem Diener Bagg. Sie leben in Letheras, der Hauptstadt der Letherii. Tehol machte mit dem Letherii-Äquivalent der Börse ein Vermögen, verlor es dann aber auf mysteriöse Weise. Er schläft jetzt auf dem Dachboden eines Hauses und sein Besitz schwindet allmählich. Was sonst niemand in Lether weiß ist, dass Tehol nur scheinbar sein Geld verloren hat und immer noch zahlreiche Geschäfte in Lether kontrolliert. Er betreibt ein Komplott, um die Wirtschaft von Lether zum Einsturz zu bringen. Tehols Bruder Brys ist der persönliche Leibwächter des Königs. Die Stadt Lether bereitet sich auf die Erfüllung einer Prophezeiung vor, die besagt, dass der König bei der siebten Schließung Kaiser werden soll.

### Aufstieg des Kaisers
Um seine Macht zu vergrößern, schickt der Hexenmeisterkönig Trull Sengar und seine Brüder Forcht, Binadas und Rhulad auf die Suche nach einem Schwert, das sie finden und zu ihm zurückbringen, ohne dass es mit der Haut in Berührung kommt. Sie erreichen schließlich einen Eisspalt, in dem das Schwert festklemmt, wo sie von einem Stamm von Wechselgängnern, bekannt als Jheck, angegriffen werden. Rhulad nimmt das Schwert im Kampf auf und wird getötet, während er es trägt.
Die Sengar-Brüder kehren mit Rhulads Leiche zurück. Die Leiche und das Schwert sind verbunden und das Schwert lässt sich nicht von Rhulads Leiche entfernen. Dies führt zu einer Fehde zwischen dem Hexenmeisterkönig und den Sengars. Während sein Körper für die Beerdigung vorbereitet wird, kehrt Rhulad durch die Machenschaften des verkrüppelten Gottes von den Toten zurück. Mit Hilfe des Sklaven Udinaas gewinnt Rhulad seinen Verstand zurück und ergreift die Macht über die Edur. Er weist die Letherii-Delegation aus und beginnt mit den Kriegsvorbereitungen. Hull Beddict bleibt jedoch und schwört Rhulad seine Treue, was den Edur wertvolle Informationen für den Krieg gegen die Letherii gibt.

### Währenddessen in Lether
Die Pläne von Tehol Beddict beginnen sich zu verwirklichen. Er evakuiert Nicht-Letherii-Bürger, überlistet Gerun Eberict und seine Partner. König Diskanar krönt sich selbst zum Kaiser, während die Streitkräfte der Letherii unter der Königin und dem Prinzen in die Flucht geschlagen und im Kampf vernichtet werden.
Unbemerkt von den meisten Einwohnern der Stadt, braut sich im Azath-Haus Ärger zusammen. Das Haus, das zusammen mit vielen anderen mächtigen Individuen auch Silchas Ruin als letzte Ruhestätte dient, liegt im Sterben und beauftragt ein untotes Kind, das die schlafende Seele eines Forkrul Assail in sich trägt, es mit Blut zu füttern, um es am Leben zu erhalten. Sie wird von Bagg kontaktiert, der mehr Wissen hat, als man es bei einem einfachen Diener vermuten würde. Er gibt ihr Ratschläge. Später entkommen eine Reihe von Wesen, nur um von dem mysteriösen Bagg behandelt zu werden.

### Eroberung
Gleichzeitig betreten die Tiste Edur die Stadt und marschieren zum Ewigen Domizil (dem Palast). Auf ihrem Weg dorthin übernimmt der Wyrm, der Udinaas bewohnt, die Kontrolle über ihn und zwingt ihn, die Edur-Gruppe zu verlassen. Rhulad wird später im Kampf getötet und wieder zum Leben erweckt. Von Udinaas verlassen, verfällt Rhulad in einen Zustand des Wahnsinns. Die Edur nehmen trotz des Widerstands des Ceda – des königlichen Hohemagiers – und Brys Beddict erfolgreich das ewige Domizil ein. Trull Sengar tötet den Ceda und Brys fordert Rhulad heraus. Brys setzt Rhulad außer Gefecht, ohne ihn zu töten. Der Rest der Edur kann sich nicht dazu durchringen, ihren Kaiser zu töten, also liegt er schreiend am Boden. Der frisch gekrönte Kaiser Diskanar beging mit vergiftetem Wein Selbstmord, da er zu verlieren erwartete. Als er Rhulad verstümmelt, wird Brys vom Abtrünnigen, einem Aufgestiegenen, gedrängt, aus dem vergifteten Kelch zu trinken, und stirbt so. Im Laufe seines Lebens hatte Brys einmal einen Wächter von toten Seelen gerettet, die unter dem Meer lebten. Nach seinem Tod kam der Wächter, um ihn mitzunehmen, und tötete dabei Rhulad aus Barmherzigkeit. Federhexe findet jedoch einen Finger, den Brys in seinem Kampf mit Rhulad verloren hat. Trull und Forcht fliehen, wenn auch nicht zusammen.
Zurück im Haus der Azath, inmitten eines erbitterten Kampfes, kommt Udinaas an und befreit Silchas Ruin. Ruin hilft, die anderen Kreaturen zu zerstören. Trull beschließt, zu Rhulad zurückzukehren, um ihm zu helfen, seinen Verstand wiederzufinden. Tehol wird unterdessen angegriffen und beinahe getötet. Sein Bruder Hull wird ermordet, weil er die Letherii verraten hat, und nur Bagg beschützt ihn. Bagg (der sich als der ältere Gott der Meere, Mael, offenbart) rettet Tehol. Bagg/Mael geht später, um sich dem verkrüppelten Gott zu stellen.

## Kritik
Rezensenten lobten Eriksons Weltbau und Charakterisierung und stellten fest, dass es das bedeutendste Werk epischer Fantasy seit Stephen R. Donaldsons Die Chroniken von Thomas Covenant ist. Erikson greift mehrere Themen auf, die in seinen früheren Romanen verwendet wurden.
Publishers Weekly merkte an, dass:

“... readers with a taste for massive high fantasy epics will welcome Erikson's fifth entry in his Malazan Book of the Fallen saga, though it largely deals with the calm between storms.”

„... Leser mit einer Vorliebe für gewaltige High-Fantasy-Epen werden Eriksons fünften Eintrag in seiner Krieg der Götter-Saga begrüßen, obwohl es sich hauptsächlich um die Ruhe zwischen den Stürmen handelt.“

## Ausgaben
- Midnight Tides. Bantam Press, 2004, ISBN 0-593-04628-5.
  - Kinder des Schattens. Goldmann, 2005, ISBN 3-442-24298-3.
  - Gezeiten der Nacht. Goldmann, 2006, ISBN 3-442-24403-X.